# Xerophaeus flammeus
Xerophaeus flammeus är en spindelart som beskrevs av Tucker 1923. Xerophaeus flammeus ingår i släktet Xerophaeus och familjen plattbuksspindlar. Inga underarter finns listade i Catalogue of Life.